# Kilij Arslan I
Kilij Arslan (en idioma árabe, قلج أرسلان, Qilij Arslān, y en turco, I. Kılıç Arslan); fue sultán de Rüm desde el año 1092 hasta su muerte en el año 1107. Gobernó el sultanato de Rüm en tiempos de la Primera Cruzada, debiendo hacer frente al grueso del ataque principal de los ejércitos cruzados. También restableció el Sultanato de Rüm tras la muerte de Malik Shah I, de la dinastía selyúcida.

## Ascenso al poder
Tras la muerte de su padre, Suleiman ibn Kutalmish, en 1086, Kilij Arslan se convirtió en rehén del sultán Malik Shah I, de la dinastía selyúcida, pero fue liberado cuando Malik Shah murió en 1092. Entonces, Kilij Arslan marchó al frente del ejército de la tribu turca Oghuz Yiva y estableció su capital en Nicea, reemplazando al gobernador Amin 'l Ghazni, que había sido nombrado por Malik Shah I.
A la muerte del sultán Malik Shah, las distintas tribus individuales de la región habían comenzado a luchar entre ellas para establecer sus propios Estados independientes, a lo cual se habían añadido las intrigas imperiales del emperador bizantino Alejo I Comneno. Kilij Arslan contrajo matrimonio con la hija de Çaka Bey, emir de la tribu turcomana asentada en Esmirna, en un intento de aliarse contra los bizantinos y su potente flota naval. En 1094, recibió una carta del emperador en la que le informaba de que Çaka estaba buscando un acuerdo de alianza con los bizantinos. Kilij Arslan se trasladó con su ejército a Esmirna, capital de Çaka, e invitó a su suegro a un banquete en su tienda; cuando este se emborrachó, Kilij Arslan lo asesinó.

## La Primera Cruzada

Anatolia en 1097, antes del Asedio de Nicea.

### La cruzada de los pobres
La llamada «cruzada de los pobres», un ejército formado principalmente por campesinos, artesanos y demás gente humilde y sin experiencia militar, mandado por Pedro el Ermitaño y Walter el Indigente, llegó a Nicea en 1096. Este ejército sin preparación militar no fue rival para los turcos, que lo derrotaron fácilmente. Unos veinte mil cruzados murieron, y el resto fueron vendidos como esclavos.
Tras esta victoria, el Sultanato de Rüm invadió el emirato de los danisméndidas, de Malik Ghazi, situado al este de la península de Anatolia.

### La Primera Cruzada
Dada su fácil victoria sobre el ejército de Pedro el Ermitaño, Kilij Arslan no consideró la segunda incursión, dirigida por diversos nobles de Europa occidental, como una verdadera amenaza. Retomó su guerra contra los danisméndidas, y se encontraba lejos de Nicea cuando estos nuevos cruzados la asediaron en mayo de 1097. Se desplazó rápidamente hacia su capital y la encontró rodeada por el ejército cruzado, siendo derrotado cuando se enfrentó con ellos el 21 de mayo. La ciudad terminó rindiéndose ante el Imperio bizantino, y su mujer e hijos fueron capturados. Cuando los cruzados enviaron a la sultana a Constantinopla, se encontraron con la sorpresa de que fue enviada de vuelta con su marido ese mismo año sin exigir ninguna recompensa, y dada la relación personal entre Kilij Arslan y Alejo Comneno.
Por otra parte, y en respuesta a la invasión, se formó una alianza entre el sultanato de Rüm y los danisméndidas para intentar frentar a los cruzados. Ante la reciente división de las fuerzas cruzadas en su avance por Anatolia, las fuerzas combinadas de estos reinos pretendían emboscar a la fuerza más pequeña, en la que se conocería como la batalla de Dorilea de 29 de junio. Sin embargo, los arqueros a caballo no fueron capaces de penetrar la línea de defensa creada por los caballeros cruzados, y el ejército principal comandado por Bohemundo de Tarento llegó a tiempo de capturar el campamento turco el 1 de julio.
Kilij Arslan se retiró y no volvió a atacar a los cruzados, si bien se dedicó a arrasar los cultivos y las fuentes de agua potable en su retirada, incluso abandonando su nueva capital ubicada en Konya.

## La Cruzada de 1101
Ghazi ibn Danishmend capturó a Bohemundo de Tarento en una acción que supondría el desencadenante de una nueva cruzada, en la que una fuerza de lombardos llegarían a Tierra Santa para intentar rescatarle. En su marcha tomaron Ankara. Por su parte, en una alianza con Radwan, el atabeg de Alepo, Kilij Arslan preparó una emboscada en Merzifon. En 1101 logró derrotar a un nuevo ejército cruzado que había llegado para ayudar a los estados cruzados de Siria en Heraclea Cybistra. Fue una importante victoria por los turcos, puesto que demostró que los ejércitos de caballeros cruzados no eran invencibles.
Tras esta victoria, trasladó su capital a Konya, y derrotó a una fuerza de cruzados liderados por Guillermo II de Nevers que había intentado marchar contra la ciudad, así como a una segunda fuerza una semana más tarde.
En 1104 retomó de nuevo su guerra contra los danisméndidas, que se encontraban debilitados tras la muerte de Malik Ghazi. En esta guerra reclamaba la mitad del rescate cobrado por Bohemundo. Como resultado, Bohemundo se alió con los danisméndidas contra el sultanato de Rüm y los bizantinos.

## Guerra en Siria y muerte
Más tarde, los cruzados avanzaron hacia el este y tomaron Harrán y Diyarbakır. En 1107, Kilij Arslan conquistó Mosul, pero fue derrotado en la batalla del río Jabur por el emir Jawali al-Saqawu, que actuaba a las órdenes de Mehmed, de la dinastía selyúcida, y con el apoyo de los artúquidas y de Fajr al-Mulk Raduán, gobernador de Alepo. Mientras se retiraba, Kilij Arslan murió ahogado en el río Jabur.